# Philippine International
Il Philippine International è stato un torneo di tennis facente parte del Grand Prix giocato dal 1973 al 1978 e nel 1981 a Manila nelle Filippine su campi in cemento, dal 1973 al 1977, e in terra rossa, nel 1978 e 1981.

## Albo d'oro

### Singolare
| Anno      | Vincitore        | Finalista           | Punteggio     |
| --------- | ---------------- | ------------------- | ------------- |
| 1973      | Ross Case        | Geoff Masters       | 6–1, 6–0      |
| 1974      | Ismail El Shafei | Hans-Jürgen Pohmann | 7–6, 6–1      |
| 1975      | Ross Case        | Corrado Barazzutti  | 6–3, 6–1      |
| 1976      | Brian Fairlie    | Ray Ruffels         | 7–5, 6–7, 7–6 |
| 1977      | Karl Meiler      | Manuel Orantes      | Abbandono     |
| 1978      | Yannick Noah     | Peter Feigl         | 7–6, 6–0      |
| 1979-1980 | Non disputato    |                     |               |
| 1981      | Ramesh Krishnan  | Ivan Du Pasquier    | 6-4 6-4       |

### Doppio
| Anno      | Vincitori                      | Finalisti                             | Punteggio     |
| --------- | ------------------------------ | ------------------------------------- | ------------- |
| 1973      | Marcelo Lara Sherwood Stewart  | Jürgen Fassbender Hans-Jürgen Pohmann | 6–2, 6–0      |
| 1974      | Syd Ball Ross Case             | Mike Estep Marcelo Lara               | 6–3, 7–6, 9–7 |
| 1975      | Ross Case Geoff Masters        | Syd Ball Kim Warwick                  | 6–1, 6–2      |
| 1976      | Ross Case Geoff Masters        | Anand Amritraj Corrado Barazzutti     | 6–0, 6–1      |
| 1977      | Chris Kachel John Marks        | Mike Cahill Terry Moor                | 4–6, 6–0, 7–6 |
| 1978      | Sherwood Stewart Brian Teacher | Ross Case Chris Kachel                | 6–3, 7–6      |
| 1979-1980 | Non disputato                  |                                       |               |
| 1981      | Mike Bauer John Benson         | Drew Gitlin Jim Gurfein               | 6-4, 6-4      |